# Clare Valley

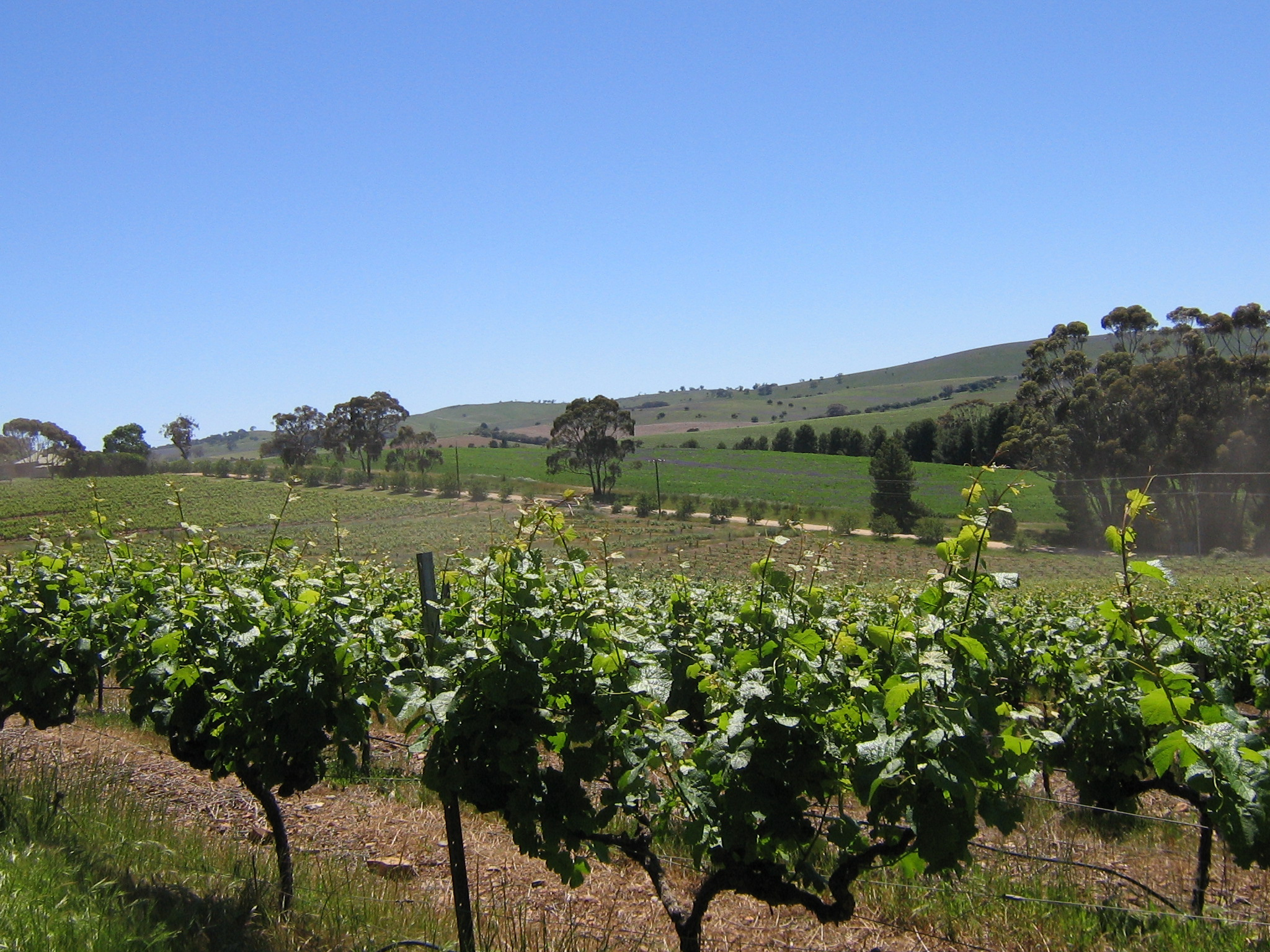
Clare Valley

Clare Valley to jeden z najstarszych regionów uprawy wina w Australii, nie jest tak bardzo znany jak niedaleko położona Barossa Valley, ale produkowane tam wina w niczym nie ustępują jakością słynnym na cały świat winom z Barossa, a według wielu osób odwiedzających ten obszar Clare Valley jest znacznie bardziej malownicza i „romantyczna”.

## Położenie
Clare Valley położona jest na północ od Adelaide, mniej więcej o 120 km od centrum tego miasta i około 60 km od najbardziej wysuniętej na północ dzielnicy Adelajdy – Gawler. W porównaniu, Barossa Valley leżąca na północny wschód od Adelajdy rozpoczyna się tuż za granicami tego miasta co ma zapewne wpływ na większą popularność tego rejonu.

## Historia
Pierwsi osadnicy pojawili się na terenach Clare Valley w latach 40., XIX wieku, pochodzili oni głównie z Anglii i Irlandii (w odróżnieniu od Barossy, która została zasiedlona przez emigrantów niemieckich). W 1856 przybili tu także emigranci z Polski, z rejonu Śląska, którzy osiedlili się w rejonie znanym teraz jako Polish Hill River. Obszar ten otrzymał swoją nazwę od pierwszego dużego miasta które tam powstało – Clare które stanowi teraz bardzo interesującą atrakcję turystyczną.
Większość z oryginalnych budynków wzniesionych pod koniec XIX wieku i na początku XX wieku jest obecnie wykorzystywana jako restauracje, galerie czy kwatery prywatne typu „bed and breakfast”.

## Geografia
Clare Valley to seria wielu małych i malowniczych dolinek leżących od 300 to 500 m n.p.m. W dolinach przeważa klimat kontynentalny z chłodnymi, nawet zimnymi nocami oraz ciepłymi, czasami gorącymi dniami w lecie. Główne opady deszczów występują w okresie zimowo-wiosennym (od czerwca do września), przeciętne opady to około 630 mm rocznie. We wszystkich dolinach występuje żyzna gleba.

## Wina
Na obszarze Clare Valley znajduje się ponad 40 winiarni, większości z nich to bardzo małe, często rodzinne przedsiębiorstwa. Najchętniej wykorzystywanym na tym terenie szczepem jest riesling, któremu bardzo służy tutejszy klimat. To właśnie na obszarze Clare powstają najlepsze australijskie rieslingi, zdobywające międzynarodowe nagrody i uznanie. Produkuje się tutaj także inne białe oraz czerwone wina (przede wszystkim z odmian cabernet sauvignon i shiraz).